# Badhuis (Gouda)
Het badhuis in de Nederlandse stad Gouda is een gemeentelijk monumentaal pand, gelegen aan de Lange Groenendaal.

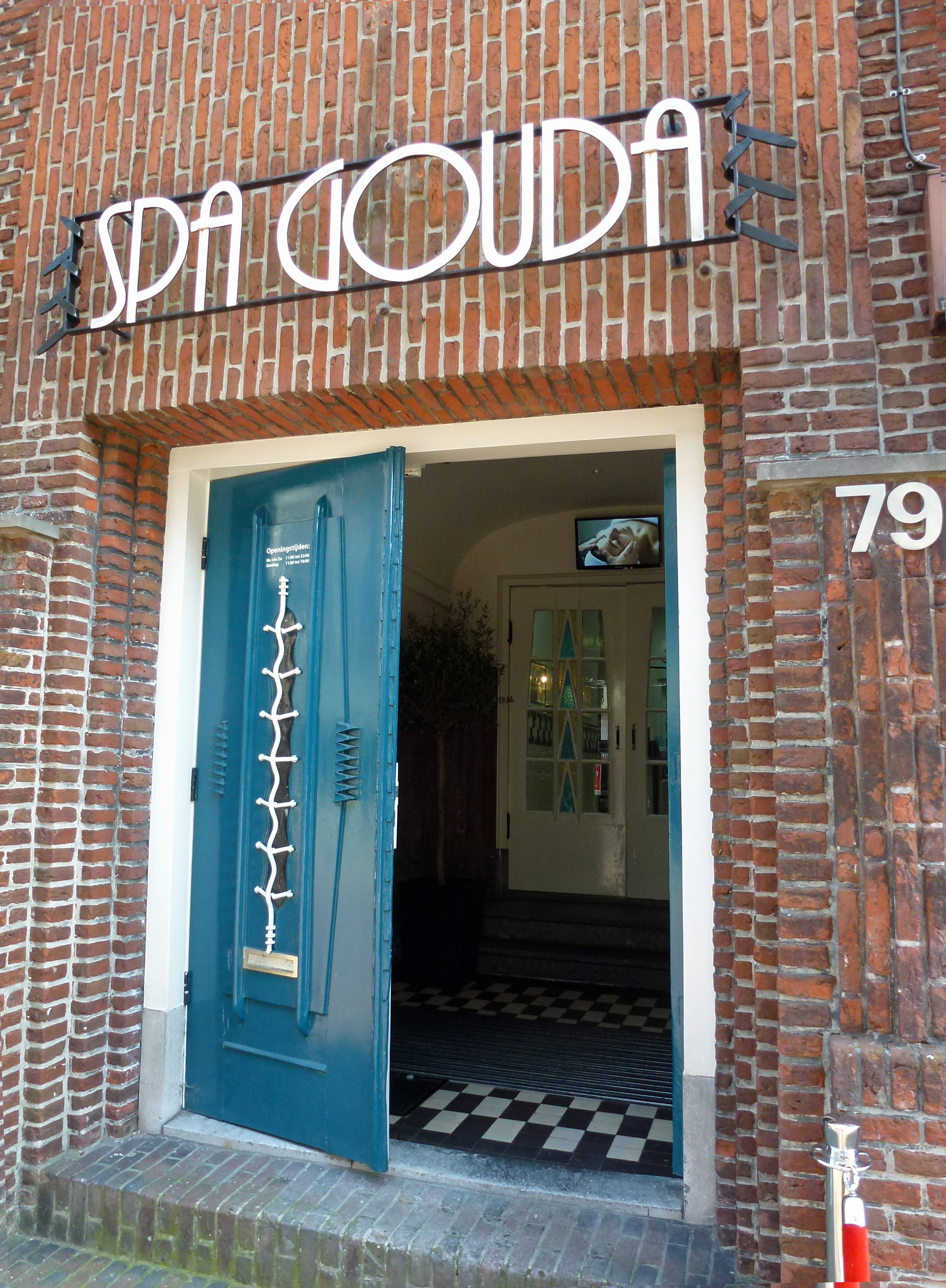
Voormalig badhuis, nu een Spa

## Beschrijving
In 1919 besloot de gemeenteraad van Gouda een openbaar badhuis te stichten. Als locatie werd een leegstaand schoolgebouw in de Lange Groenendaal aangewezen. Het gebouw werd ingrijpend verbouwd naar een plan van de architect P.J. Jansen. Hij gaf het gebouw vorm in een expressionistische stijl naar analogie van de Amsterdamse School. De ingang bevindt zich in de voorgevel aan de Groenendaal. Links daarvan zijn hoog in de gevelwand zes kleine vensters aangebracht. Onder het laatste venster bevindt zich nog een deur. De gevelwand is voor het overige van baksteen inclusief de decoratieve elementen. Niet zichtbaar vanaf de straat is het achterliggende achtzijdige badgebouw. Dit gedeelte van het gebouw heeft op midden op het dak een verhoogde lichtkoepel.
Het "Volks- en Schoolbad" werd in november 1921 geopend door de toenmalige burgemeester van Gouda U.M. Mijs. De bevolking van Gouda kon tegen betaling gebruikmaken van bad- en douchevoorzieningen in het gebouw. Voor de schoolkinderen was er een ovaal bassin waarin kinderen in groepsverband konden spelen en na afloop douchen. In de tijd dat bad- en douchevoorzieningen nog een schaars goed waren werd er veel gebruikgemaakt van het badhuis. Meer dan een halve eeuw heeft deze voorziening in Gouda bestaan. Alleen tijdens de Tweede Wereldoorlog werd het gebouw gebruikt door de Luchtbeschermingsdienst als ontsmettingsruimte en na de Tweede Wereldoorlog werden er gedurende enige tijd wapens in het gebouw opgeslagen. Vanaf 1 oktober 1945 werd het gebouw weer als badhuis in gebruik genomen. In 1973 werd besloten om het badhuis te sluiten. Daarna verpauperde het gebouw langzamerhand.
In 2008 kenterde het tij weer. In dat jaar begon er een discussie over de mogelijke herbestemming van het badhuis. Het gebouw werd geheel gerestaureerd en biedt sinds 2012 onderdak aan Spa Gouda, een wellnesscentrum.
Het gebouw is aangewezen als een gemeentelijk monument.